# Al Hafirah (Haïl)
Pour les articles homonymes, voir Al Hafirah.
Al Hafirah est un petit village du désert de la province de Haïl, dans le centre-nord de l'Arabie saoudite. 